# Sierpnica
Sierpnica (deutsch Rudolfswaldau; im 19. Jahrhundert Ober und Nieder Rudolphswaldau) ist ein Ort in der Stadt- und Landgemeinde Głuszyca im Powiat Wałbrzyski der Woiwodschaft Niederschlesien in Polen.

## Geographie

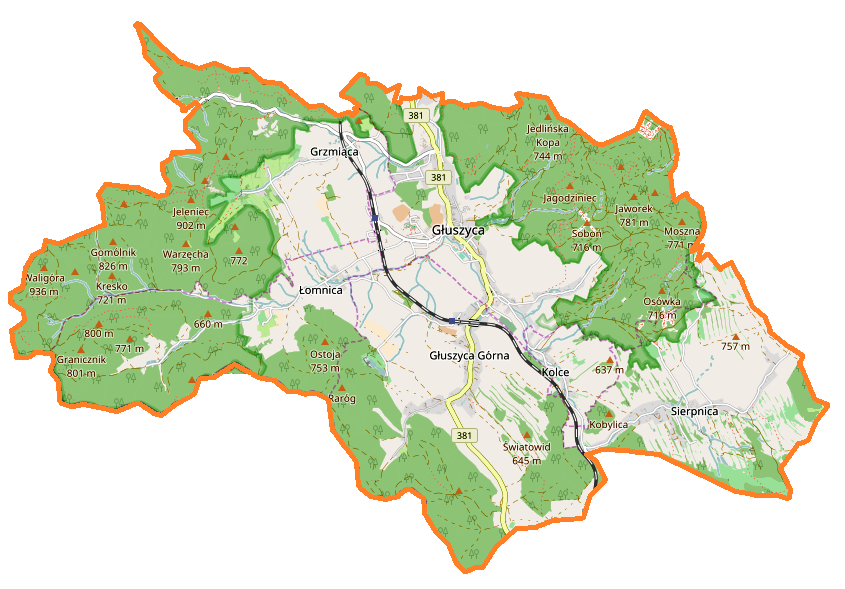
Sierpnica auf der Karte der Gemeinde

Sierpnica liegt im Eulengebirge (polnisch Góry Sowie) an der Grenze zu Tschechien. Die Stadt Głuszyca (Wüstegiersdorf) liegt etwa fünf Kilometer, Wałbrzych (Waldenburg) 17 Kilometer nordwestlich und Breslau 65 Kilometer nordöstlich.
Nachbarorte sind Sokolec (Falkenberg) im Osten, Świerki (Königswalde) im Süden Bartnica (Beutengrund) im Südwesten sowie Kolce (Dörnhau) und Głuszyca Górna (Oberwüstegiersdorf) im Nordwesten.

## Geschichte
„Rudilswalde“ wurde 1399 erstmals erwähnt. Nach Zerstörung in den Hussitenkriegen wurde er 1466 wiederaufgebaut. Das Dorf war Besitz der Familie von Seidlitz. Es wird 1548 als new erbaut verzeichnet. Während der Reformation wurde 1564 wurde unter dem edlen Herren Adam Seidlitz zu Burkersdorf die evangelische Kirche errichtet, der 1572 ein eigener Pfarrer zugewiesen wurde. Im Jahr 1578 kam der Ort an die Hoberg auf Fürstenstein.
Im Dreißigjährigen Krieg wurde das Dorf 1631 zur Hälfte zerstört. Fünf Jahre später waren von ehemals 97 Kühen nur noch sechs, von vierzehn Pferden kein einziges mehr vorhanden. Am 24. März 1654 erfolgte die Rückübergabe der Kirche an die Katholiken. In den Jahren 1657 und 1673 wurden einige Häuser als Dorfbach bzw. als Schlesisch-Falkenberg ausgemeindet. Die Kirche kam 1671 zur Pfarrei Tannhausen, gegen Ende des Jahrhunderts hatte der Ort nur zwei katholische Gemeindemitglieder.
Nach dem Ersten Schlesischen Krieg fiel Tannhausen mit dem größten Teil Schlesiens 1742 an Preußen. In diesem Jahr erhielt der Ort eine evangelische Schule. Nach der Neugliederung Preußens gehörte Rudelswaldau seit 1815 zur Provinz Schlesien und kam im folgenden Jahr als Landgemeinde zum Landkreis Waldenburg i. Schles. Im Mai 1874 wurde der Amtsbezirk Ober Rudolphswaldau aus den Landgemeinden Dörnhau, Nieder Rudolphswaldau und Ober Rudolphswaldau gebildet. Nach Zusammenlegen zweier Landgemeinden wurden Ort und Amtsbezirk in Rudolfswaldau umbenannt. Rudolphswaldau war ein ausgesprochenes Weberdorf mit 130 Handwebstühlen im Jahr 1840 und 111 Weberfamilien 1876. Die moderne Industrie konnte keinen Fuß fassen. Dank seiner Gebirgslage entwickelte er sich zu einem Fremdenverkehrsort mit gutem Ruf. Die Kirche gehörte seit 1867 zur Pfarrei Oberwüstegiersdorf.
Als Folge des Zweiten Weltkriegs fiel Rudolfswaldau 1945 zusammen mit dem größten Teil Schlesiens an Polen. Nachfolgend wurde es in Sierpnica umbenannt. Die deutsche Bevölkerung wurde von den polnischen Verwaltungsbehörden vertrieben.  Die neu angesiedelten Bewohner waren teilweise Zwangsumgesiedelte aus Ostpolen, das an die Sowjetunion gefallen war.
Den Namen Sierpnica (polnisch für Sichelmöhre) erhielt das Dorf 1965. In den Jahren 1975 bis 1998 gehörte es zur Woiwodschaft Wałbrzych.

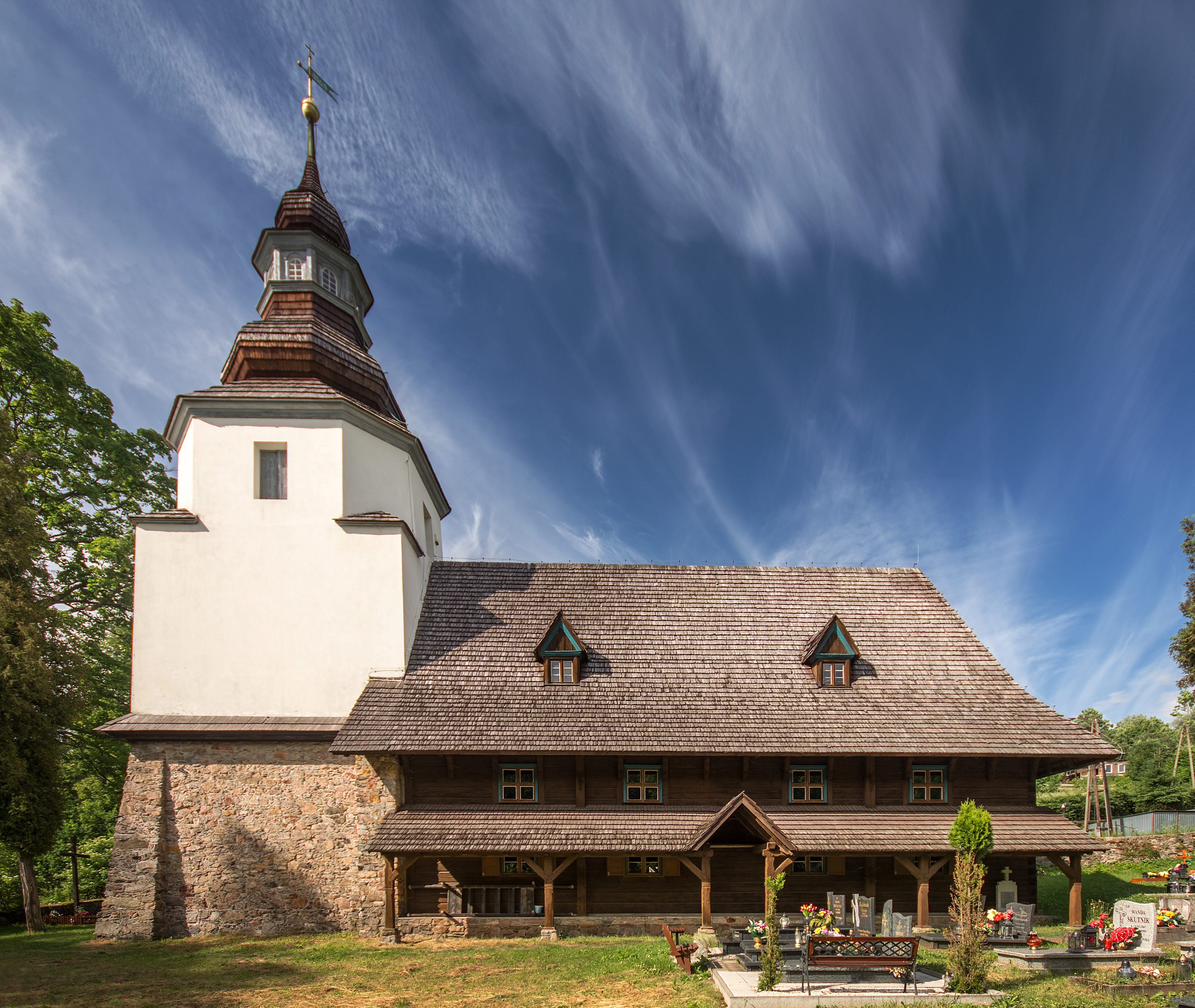
Ansicht der Kirche

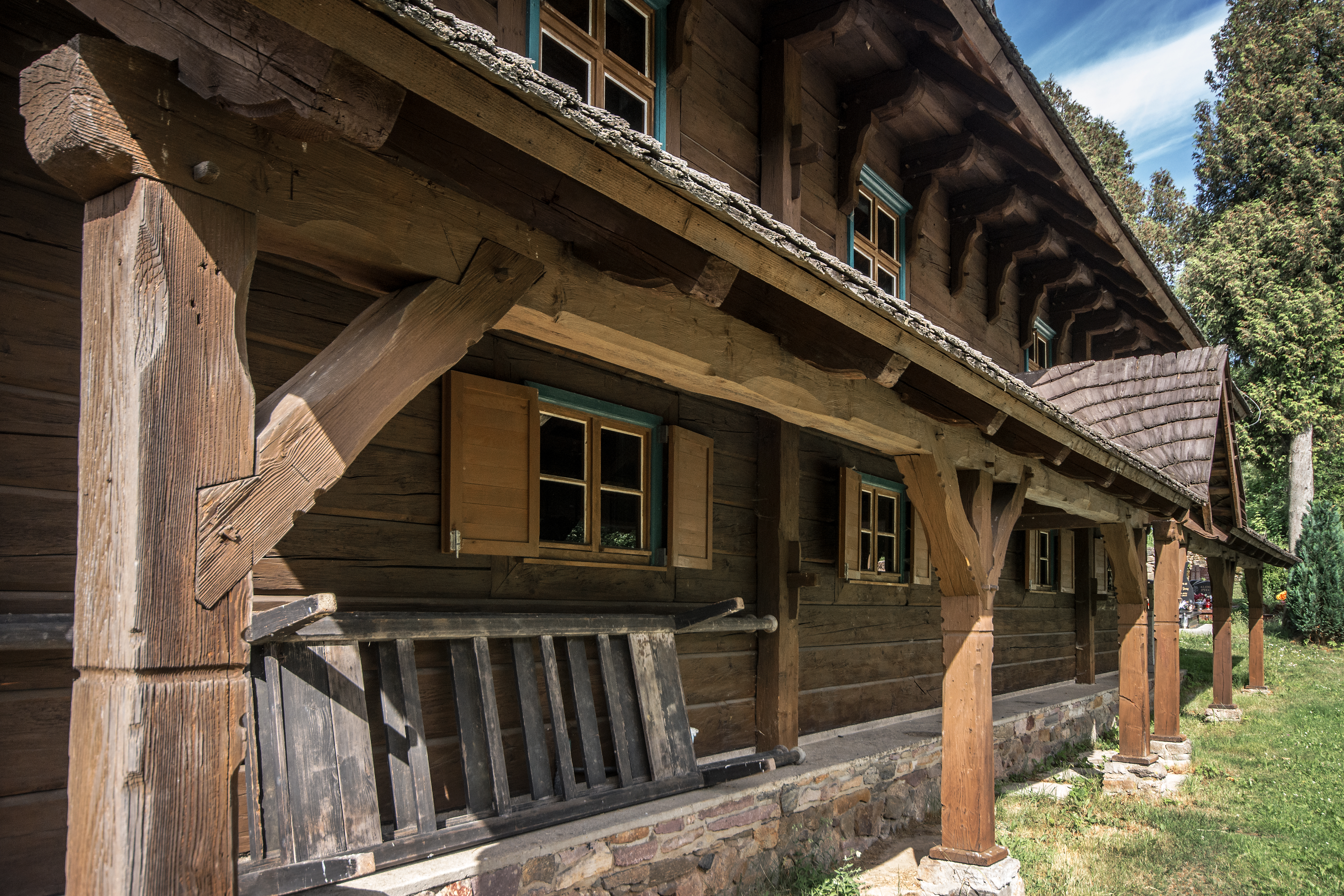
Seitenfassade der Kirche

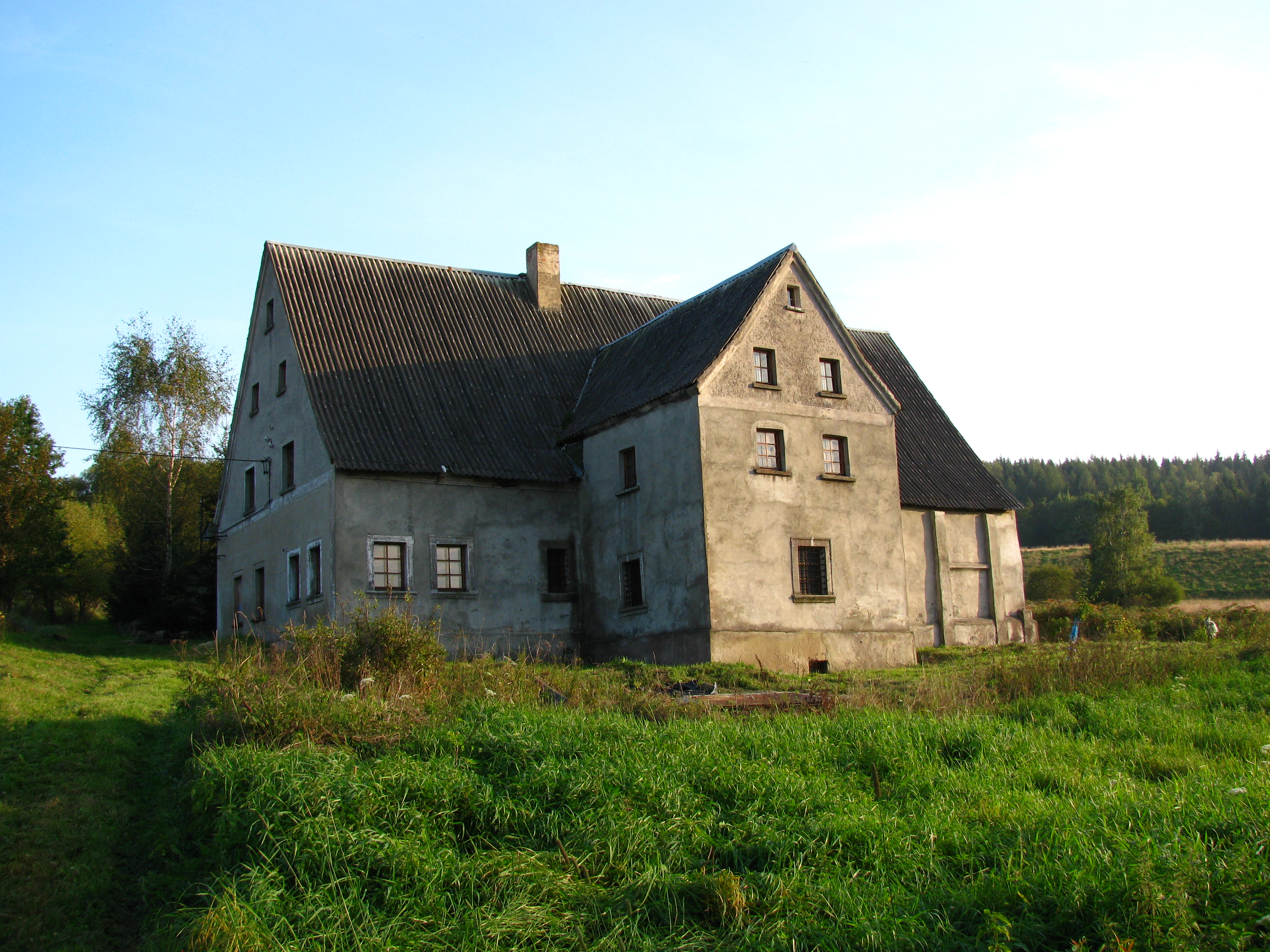
Haus von 1795

Einwohnerzahlen
1818: 0785

1840: 1144

1895: 0949

1905: 0874

1939: 0737

2011: 0211 (Volkszählung)

## Denkmalgeschützte Sehenswürdigkeiten
- Die Muttergotteskirche ist eine Schrotholzkirche auf einem Natursteinsockel. Sie wurde 1564 als evangelisches Gotteshaus errichtet, 1592 durch die Hoberg renoviert und nach dem Dreißigjährigen Krieg an die Katholiken übergeben. Der steinerne Turm stammt aus der Barockzeit und ersetzte 1785 den verfallenden Holzturm. – Siehe auch: Liste der Schrotholzkirchen in Niederschlesien
- Ein größeres Haus stammt aus dem Jahr 1795.

## Verkehr
Verkehrsanbindungen an die Woiwodschaftsstraße DW380 und die Bahnstrecke Kłodzko–Wałbrzych bestehen in Głuszyca Górna.

## Persönlichkeiten
- Anny Mayer-Knoop (1889–nach 1969), Schriftstellerin, genannt die „Herrgottspoetin aus dem Eulengebirge“.